# Brachycorythis buchananii
Brachycorythis buchananii là một loài thực vật có hoa trong họ Lan. Loài này được (Schltr.) Rolfe mô tả khoa học đầu tiên năm 1898.